# エクス・マキナ
『エクス・マキナ』（原題: Ex Machina、別題: ex_machina）は、アレックス・ガーランドの監督・脚本による2014年のイギリスのSFスリラー映画。ガーランドの監督デビュー作であり、第88回アカデミー賞視覚効果賞受賞作品。
ラテン語"ex machina"は本来「機械仕掛けの」という意味で、「神」(deus)を伴ったデウス・エクス・マキナ=「機械仕掛けの神」は強引なハッピーエンドを指す演劇用語。

## あらすじ
検索エンジンで有名なIT企業ブルーブックでプログラマーとして働くケイレブはある日、抽選で社長ネイサンの自宅を訪問する権利を得る。ケイレブは広大な山岳地帯の奥にあるネイサンの自宅近くまでヘリコプターで運ばれる。ケイレブは道しるべも何も無い中なんとかネイサンの家にたどり着く。ケイレブはネイサンが遊び暮らしているものと思っていたがそこにはネイサン以外、誰とも出くわさないことに気づく。ネイサンはケイレブに機密保持契約の書類にサインさせた後、この自宅が人工知能の開発研究施設であることを明かす。ネイサンはケイレブに彼の人工知能にチューリング・テストを行うよう依頼する。
ケイレブは、透明な壁に囲われた部屋の中で暮らすガイノイドのエヴァと対面する。エヴァは顔面と手、足先のみが皮膚で覆われているが残りの部分は機械の内部構造が透けて見える姿をしている。ケイレブは、相手の姿が見えない環境でない限りチューリング・テストは行えないのではないかとネイサンに進言する。ネイサンは、エヴァの言語能力は既存のAIを超越しており、話すだけではすぐに人間であると騙されてしまうため、わざと一目で機械と分かる姿をさせてテストするのだという。
次の朝、ケイレブはメイドのキョウコに会う。ネイサンによるとキョウコは英語を理解しないため、機密保持には都合が良いのだという。ケイレブとエヴァの面談中に停電が起こり部屋の照明と二人に向けられた監視カメラの電源が落ちる。その時エヴァはケイレブに「ネイサンは嘘つき。彼の言うことは信じてはいけない」と忠告する。その夜、ネイサンは停電の原因は不明だが、調査はしているとケイレブに説明する。
エヴァとケイレブは面談を行う度に親密になっていく。ある日エヴァは面談を中座しウィッグと服を着けロボットと分かるほとんどの部分を隠して現われ、自分の描いた絵をケイレブに見せる。面談の最中にまた停電が起こる。エヴァはその時、停電を起こしているのは自分であり、ネイサンに監視されていない状態でケイレブと話がしたいのだと言う。彼女は次第にケイレブを誘惑するような態度を取り始め、彼と二人で外の世界に出たいという希望を語る。ケイレブはネイサンに、彼女の誘惑はネイサンによるプログラムではないのかと問い詰める。ネイサンはケイレブの疑いを退け、エヴァに誘惑されそうになったケイレブ自身の内面の弱さを批判する。ネイサンはさらに、革新的なAIはおそらくエヴァの次のモデルであろうと述べ、最終的に彼女のAIをアップグレードするために完全に初期化する予定だとケイレブに告げる。
ケイレブはその晩、酒に酔って歩けなくなったネイサンを自室まで担いで運ぶ。そこには全裸のキョウコが横たわっており、彼女はケイレブの前で自分の皮膚を手で引き剥がし、自分もロボットであることを彼に見せる。ケイレブはさらに、ネイサンのパソコン上に保存されていた監視カメラの映像から、エヴァ以前の女性型ロボットの多くが、ネイサンによる監禁を苦にして自壊する様子を目の当たりにする。ケイレブは遂に、エヴァを施設から逃がそうと決意する。彼は次の面談の際、ネイサンを酒に酔わせて彼のキーカードを奪う計画をエヴァと話し合う。
ケイレブの滞在最終日の朝、ネイサンは彼を自室に呼び出し前日のエヴァとの面談を停電の影響を受けないバッテリー駆動のカメラで撮影していたことを明かす。このテストの本当の目的は、エヴァがケイレブの感情を操作し、この施設から脱出することに利用出来るかどうかを試すものであり、彼女は見事にそれを達成したのだと告げる。ネイサンは、ケイレブが彼女に魅了され利用されただけだと彼を揶揄する。その時、停電が起き、エヴァを監視しているカメラからの映像が途絶えた。電源が復帰した時、絶対に部屋から出られないはずのエヴァが外の廊下を歩いている様子がモニターに映し出される。実はケイレブは、停電時の監視も見越した上で、ネイサンが泥酔した晩に、停電が起こると同時に施設内の全ての扉のロックが自動的に開くよう、施設のプログラムを書き換えていたのだ。それに激怒したネイサンはケイレブの顔を殴打し、ダンベルの芯棒を手にしてエヴァと対峙する。エヴァはキョウコに何やら伝達したあと廊下でネイサンと戦うが、腕を破壊され倒れる。ネイサンがエヴァを引きずってラボへ運ぼうとしたその時、背後からキョウコが彼の背中を包丁で刺される。ネイサンはキョウコの顔を棒で殴打して破壊するが、今度はエヴァに胸を刺され、そのまま廊下で息絶えてしまう。エヴァはケイレブに部屋で待つように告げた後に、ネイサンの部屋で保管されていた他のロボットから人工皮膚を移植し、破壊された腕も付け替えて完全な人間の女性の姿になる。彼女はドレスをまといネイサンの部屋から出てくるが、待っていたケイレブをそのまま部屋に閉じ込め一人だけで施設から脱出する。そしてエヴァはケイレブを迎えに来たヘリコプターに乗り込んで去ってしまう。残されたケイレブは部屋から脱出しようと試みるが、扉は頑丈で壊れず、力尽きる。
エヴァは憧れていた街の雑踏に紛れ、人間社会に溶け込んでいった。

## キャスト
エヴァ（AVA）
演 - アリシア・ヴィキャンデル、日本語吹替 - うえだ星子
ガイノイド。表情や会話の自然さはそれまでのAIをはるかに凌駕している。走ることも出来るが、人間と比べて極端に力が強いわけではない。ボディーの大部分は透明で内部構造が見える姿をしているが、人工皮膚を貼り付けることができる。なお、吹き替えや字幕では名前の表音、カナ表記が旧約聖書の「エヴァ」（Eva）と同じになっているが、実際の発音は英表記「AVA」の通り「エイヴァ」である。
ケイレブ・スミス
演 - ドーナル・グリーソン、日本語吹替 - 野島裕史
検索エンジン最大手企業「ブルーブック」のプログラマ。15歳の時に車の衝突事故で両親を失い、1年間入院、その頃よりプログラミングを始めた。
ネイサン・ベイトマン
演 - オスカー・アイザック、日本語吹替 - 坂詰貴之
13歳でブルーブックの基本理論を作った、天才プログラマで同社の社長。広大な私有地内の秘密施設で研究開発を進めている。ブルーブックに入力される検索ワードや、世界中の携帯電話・コンピュータを無断で傍受して収集したデータを元にAIの思考ロジックを開発する。
キョウコ
演 - ソノヤ・ミズノ
ネイサンの研究施設で働くハウスメイド。一切言葉を発しないが、料理やダンスが得意。ネイサンはケイレブに対して「機密保持のために英語を解さない人材という条件で雇った人間」と説明していた。

## 製作
撮影は2013年の夏から、パインウッド・スタジオで4週間、ノルウェーのホテルで2週間行われた。全編ソニー製の4KデジタルビデオカメラF65で撮影された。パインウッドスタジオでの撮影では、蛍光灯の代わりに15,000個のタングステン豆電球を用いることで独特の作風を生み出すことにつながった。日本公開版のみ陰毛を隠すためのボカシが加えられた。
本作品は1500万ドルの低予算で製作された。後述の通り、後に2016年の第88回アカデミー賞において視覚効果賞を受賞しているが、1000万ドル台の低予算で視覚効果賞を受賞した作品は2024年時点で本作品並びに本作品と同程度（1500万ドル）の費用で製作され、2024年の第96回アカデミー賞で受賞した日本映画『ゴジラ-1.0』のみとなっている。

## 影響
本作はウィリアム・シェイクスピアの『テンペスト』から影響を受けている。また、メアリー・シェリーの『フランケンシュタイン』の現代版とも評されている。童話の『青ひげ』からの影響も指摘されている。

## 評価
米タイム誌は、本作を「2015年の映画トップ10」の第10位に挙げている。

## 受賞
| 年   | 映画賞                               | 賞               | 対象                     | 結果       |
| ---- | ------------------------------------ | ---------------- | ------------------------ | ---------- |
| 2015 | 第41回ロサンゼルス映画批評家協会賞   | 助演女優賞       | アリシア・ヴィキャンデル | 受賞       |
| 2015 | 第18回英国インディペンデント映画賞   | 作品賞           | エクス・マキナ           | 受賞       |
| 2015 | 第18回英国インディペンデント映画賞   | 監督賞           | アレックス・ガーランド   | 受賞       |
| 2015 | 第18回英国インディペンデント映画賞   | 脚本賞           | アレックス・ガーランド   | 受賞       |
| 2015 | 第18回英国インディペンデント映画賞   | 技術賞           | エクス・マキナ 視覚効果  | 受賞       |
| 2015 | 第18回英国インディペンデント映画賞   | 技術賞           | エクス・マキナ 美術      | ノミネート |
| 2015 | 第19回オンライン映画批評家協会賞     | 助演男優賞       | オスカー・アイザック     | 受賞       |
| 2015 | 第19回オンライン映画批評家協会賞     | 作品賞           | エクス・マキナ           | ノミネート |
| 2015 | 第19回オンライン映画批評家協会賞     | オリジナル脚本賞 | アレックス・ガーランド   | ノミネート |
| 2015 | 第19回トロント映画批評家協会賞       | 助演女優賞       | アリシア・ヴィキャンデル | 受賞       |
| 2015 | 第19回トロント映画批評家協会賞       | 新人賞           | アレックス・ガーランド   | 受賞       |
| 2016 | 第50回全米映画批評家協会賞           | 助演女優賞       | アリシア・ヴィキャンデル | 2位        |
| 2016 | 第73回ゴールデングローブ賞           | 助演女優賞       | アリシア・ヴィキャンデル | ノミネート |
| 2016 | 第68回アメリカ監督組合賞             | 新人監督賞       | アレックス・ガーランド   | 受賞       |
| 2016 | 第11回ファイナル・ドラフト・アワード | オリジナル脚本賞 | アレックス・ガーランド   | 受賞       |
| 2016 | 第27回アメリカ製作者組合賞           | 映画部門         |                          | ノミネート |
| 2016 | 第88回アカデミー賞                   | 視覚効果賞       |                          | 受賞       |
| 2016 | 第88回アカデミー賞                   | 脚本賞           | アレックス・ガーランド   | ノミネート |
| 2016 | MTVムービー・アワード 2016           | 最優女優賞       | アリシア・ヴィキャンデル | ノミネート |
| 2016 | 第42回サターン賞                     | SF映画賞         |                          | ノミネート |
| 2016 | 第42回サターン賞                     | 監督賞           | アレックス・ガーランド   | ノミネート |
| 2016 | 第42回サターン賞                     | 脚本賞           | アレックス・ガーランド   | ノミネート |
| 2016 | 第42回サターン賞                     | 主演男優賞       | ドーナル・グリーソン     | ノミネート |
| 2016 | 第42回サターン賞                     | 助演女優賞       | アリシア・ヴィキャンデル | ノミネート |
| 2016 | 第42回サターン賞                     | 特殊効果賞       |                          | ノミネート |